# David Chyträus
David Chyträus (oprindelig Kochhafe) (født 26. februar 1530 i Ingelfingen, død 25. juni 1600 i Rostock) var en tysk luthersk teolog.
Chytræus, der blev professor i Rostock 1551, blev af kejser Maximilian II kaldet til at ordne de evangeliske kirkeforhold i Østrig (1569) og medvirkede ved affattelsen af Konkordieformlen.